# 오우 (일본)

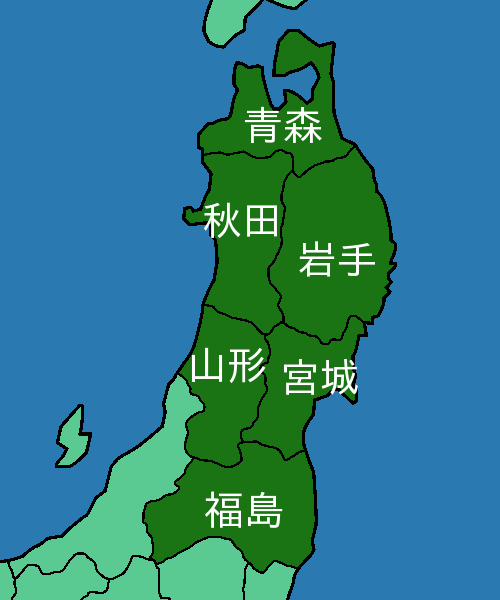
오우

오우(일본어: 奥羽)는 일본의 율령국의 무쓰국과 데와국을 합친 지역이다. 기본적으로 현재의 도호쿠 지방와 일치한다.
1869년 1월 19일, 무쓰 국은 이와키국, 이와시로국, 리쿠젠국, 리쿠추국, 리쿠오국에 5분할, 데와 국은 우젠국, 우고국에 2분할되었다. 이러한 토호쿠 7주라고 부른다. 이후에도 "오우"의 이름은 기존대로 지역에 사용된다.

## 같이 보기
- 오우 대학(奥羽大学)
- 오우 본선
- 오우산맥